# Cestos
Il Cestos (anche conosciuto come Nuon o Nipoué) è un fiume dell'Africa occidentale (Costa d'Avorio e Liberia), tributario dell'oceano Atlantico.
Il fiume nasce all'estremità meridionale del massiccio del monte Nimba nel territorio della Costa d'Avorio. 